# Tanya Hope
Tanya Hope es una actriz y modelo india que aparece en películas kannada, telugu y tamil . Hope empezó a ejercer de modelo y se convirtió en Miss India Calcuta 2015. Fue finalista de Femina Miss India 2015. Debutó en 2016 con la película telugu Appatlo Okadundevadu.

## Primeros años
Tanya Hope nació y creció en Bangalore. Su padre es un hombre de negocios. Estudió en el instituto femenino Sacred Heart de Bangalore. Se graduó en Relaciones Internacionales en la Universidad de Westminster, Inglaterra. Asistió a un curso de modelaje en Pune, en Tiara Training Studios. En 2015, Hope ganó el concurso FBB Femina Miss India Kolkata.

## Carrera profesional
Tras debutar en el cine telugu con Appatlo Okadundevadu en 2016, interpretó el papel de A.C.P. Catherine en otra película telugu Patel S. I. R. estrenada en 2017 y protagonizada por Jagapati Babu. La primera película tamil de Hope es Thadam, dirigida por Magizh Thirumeni. Ella es una de las tres heroínas junto con Vidya Pradeep y Smruthi Venkat Interpreta a Jessie en la película kannada Home Minister, protagonizada por Upendra y dirigida por Sujay k. Srihari. Protagoniza Paper Boy con Santosh Sobhan
Hope fue una de las actrices principales de la 51.ª película de Darshan, Yajamana. Apareció en la exitosa canción de la película "Basanni" en el papel principal.

## Filmografía
| Año  | Título                | Rol(es)        | Idioma(s) | notas              |        |
| ---- | --------------------- | -------------- | --------- | ------------------ | ------ |
| 2016 | Appatlo Okadundevadu  | Nithya         | telugu    | debut en telugu    | [ 10 ] |
| 2016 | Nenu Sailaja          | Sí misma       | telugu    | Aparición especial | [ 11 ] |
| 2017 | patel señor           | Catalina ACP   | telugu    |                    | [ 12 ] |
| 2018 | chico de papel        | megha          | telugu    |                    | [ 13 ] |
| 2019 | Thadam                | Deepika        | tamil     | debut tamil        | [ 14 ] |
| 2019 | Yajamana              | ganga          | Canadá    | debut en canarés   | [ 15 ] |
| 2019 | udgarsha              | Karisma        | Canadá    |                    |        |
| 2019 | Amar                  | Poli           | Canadá    |                    |        |
| 2020 | Caqui                 | Lasya          | Canadá    |                    |        |
| 2020 | Dharala Prabhu        | nidhi mandanna | tamil     |                    |        |
| 2020 | discoteca rajá        | Parineeti      | telugu    |                    | [ 16 ] |
| 2021 | Idhe Maa Katha        | meghana        | telugu    |                    | [ 17 ] |
| 2022 | Ministro del Interior | Jessy          | Canadá    |                    | [ 18 ] |
| 2022 | Vallaán               | Adhya          | tamil     | Terminado          | [ 19 ] |
| 2022 | Golmaal               | Shivani        | tamil     | Terminado          | [ 20 ] |
| 2022 | Kulasaami             | tamil          | tamil     | Terminado          |        |

## Premios y nominaciones
| Año  | Película | Otorgar                                             | Categoría                    | Resultado        | Árbitro. |
| ---- | -------- | --------------------------------------------------- | ---------------------------- | ---------------- | -------- |
| 2019 | Yajamana | Premios internacionales de cine del sur de la India | Mejor actriz de soporte      | NominadaNominada |          |
| 2019 | Thadam   | Premios internacionales de cine del sur de la India | Mejor debut femenino - Tamil | NominadaNominada |          |